# Sphaeroma papillae
Sphaeroma papillae là một loài chân đều trong họ Sphaeromatidae. Loài này được Bayliff miêu tả khoa học năm 1938.